# Geert-Jan Jonkman
Geert-Jan Jonkman (Andijk, 24 januari 1984) was een Nederlandse wielrenner en baanwielrenner. Jonkman kwam voor Nederland uit tijdens de wereldkampioenschappen baanwielrennen in 2009. Hij ging van start in meerdere zesdaagsen. Tijdens de Zesdaagse van Brabant behaalde hij samen met Roy Pieters de derde plaats.

## Belangrijkste resultaten
2003
- Nederlandse kampioenschappen baanwielrennen koppelkoers (samen met Gideon De Jong)

2004
- Europese kampioenschappen baanwielrennen, onder 23 jaar, ploegenachtervolging (samen met Levi Heimans , Wim Stroetinga en Jos Pronk)

2005
- Nederlandse kampioenschappen baanwielrennen achtervolging
- Nederlandse kampioenschappen baanwielrennen puntenkoers
- Nederlandse kampioenschappen baanwielrennen scratch

2007
- Nederlandse kampioenschappen baanwielrennen 50 km
- Nederlandse kampioenschappen baanwielrennen derny

2008
- Nederlandse kampioenschappen baanwielrennen koppelkoers (samen met Arno van der Zwet)

2009
- Nederlandse kampioenschappen baanwielrennen 50 km

2011
- 3e Zesdaagse van Brabant (samen met Roy Pieters)

2012
- Nederlandse kampioenschappen baanwielrennen koppelkoers (samen met Léon van Bon)